# Planinica (szczyt)
Planinica – szczyt w paśmie Durmitor, w Górach Dynarskich, położony w Czarnogórze. Leży na północny zachód od Bobotov Kuk.